# Cécile La Grenade
Cécile Ellen Fleurette La Grenade (ur. 30 grudnia 1952 w La Borie) – grenadyjska polityk, bromatolog. Gubernator generalna Grenady od 7 maja 2013 roku. Pierwsza kobieta na tym stanowisku. Absolwentka Uniwersytetu Indii Zachodnich i University of Maryland, College Park. Odznaczona orderem św. Michała i św. Jerzego i orderem Imperium Brytyjskiego.